# Dreisesselberg (Alpes)
Pour l’article homonyme, voir Dreisesselberg (forêt de Bavière).
Le Dreisesselberg est une montagne culminant à 1 680 mètres d'altitude dans le massif des Alpes de Berchtesgaden, dans le chaînon du Latten.

## Toponymie
Son nom vient d'un ancien tripoint (comme le Dreisesselberg de la forêt de Bavière) entre le comté de Plain (principauté archiépiscopale de Salzbourg), Reichenhall (Bavière) et la prévôté de Berchtesgaden (immédiateté impériale jusqu'en 1803).

## Ascension
La montagne est une destination de randonnée prisée et peut être atteinte via différents sites (par exemple, depuis Winkl près de Bischofswiesen). Un autre moyen est d'atteindre le Karkopf à proximité.
Au sud-est du sommet, à environ 1 300 m d'altitude, se trouve la Steinerne Agnes.